# خريسوبيي ديفيتزي
خريسوبيي "بييي" ديفيتزي (اليونانية : Чрисопиги Девеци، من مواليد 2 يناير 1976) هي لاعبة ألعاب قوى يونانية في سباقات المضمار والميدان متخصص في الوثب الثلاثي والوثب الطويل حائزة على الميدالية الفضية في دورة الألعاب الأولمبية الصيفية 2004 في الوثب الثلاثي.